# Enfieldi fenevad
Enfield, vagy más néven az enfieldi fenevad egy olyan, a heraldikában használt szörnyalak, amelynek feje a rókáé, mellkasa az agáré, teste az oroszláné. Hátsó lábai és a farka a farkaséhoz, mellső lábai pedig a sas lábaihoz hasonlítanak.
Néhány enfieldi szervezet és maga a közgyűlés is használja címerében. Nem biztos, hogy van történelmi kapcsolat az állat és a londoni kerület között: a jelkép valószínűleg ír eredetű.